# TUBİM
TUBİM (Türkiye Uyuşturucu ve Uyuşturucu Bağımlılığı İzleme Merkezi) ist die "Beobachtungsstelle für Drogen und Drogensucht der Türkei". Die Behörde gibt einen jährlichen Drogenbericht heraus und hat ferner beratende Funktion. Sie ist dem Innenministerium angegliedert und Teil des Dezernats für Schmuggel und Organisierte Kriminalität der türkischen Polizei. Ihr Pendant in Europa ist die EMCDDA.

## Geschichte
Der Vorläufer der Organisation wurde 1997 per Ministerratsbeschluss gegründet. Die Bezeichnung lautete: "Oberster Rat zur Verfolgung und Lenkung der Bekämpfung des Drogenmissbrauchs" (Uyuşturucu Madde Kullanımı ile Mücadele Takip ve Yönlendirme Üst Kurulu). Ihr stand ein entsprechender nachgeordneter Rat zur Seite. Im Jahre 2000 stellte die Regierung Antrag auf Mitgliedschaft in der EMCDDA. Das entsprechende Abkommen wurde im Oktober 2007 zwischen der Europäischen Union und der Türkei unterzeichnet. Die Umbenennung auf den heutigen Namen erfolgte Oktober 2008.